# Upogebiidae
Upogebiidae is een familie van kreeftachtigen uit de klasse van de Malacostraca (hogere kreeftachtigen).

## Geslachten
- Acutigebia Sakai, 1982
- Aethogebia Williams, 1993
- Arabigebicula Sakai, 2006
- Austinogebia Ngoc-Ho, 2001
- Gebiacantha Ngoc-Ho, 1989
- Gebicula Alcock, 1901
- Mantisgebia Sakai, 2006
- Neogebicula Sakai, 1982
- Paragebicula Sakai, 2006
- Pomatogebia Williams & Ngoc-Ho, 1990
- Tuerkayogebia Sakai, 1982
- Upogebia Leach, 1814
- Wolffogebia Sakai, 1982